# Ciucani, Harghita
Ciucani (maghiară Csíkcsekefalva) este un sat în comuna Sânmartin din județul Harghita, Transilvania, România.

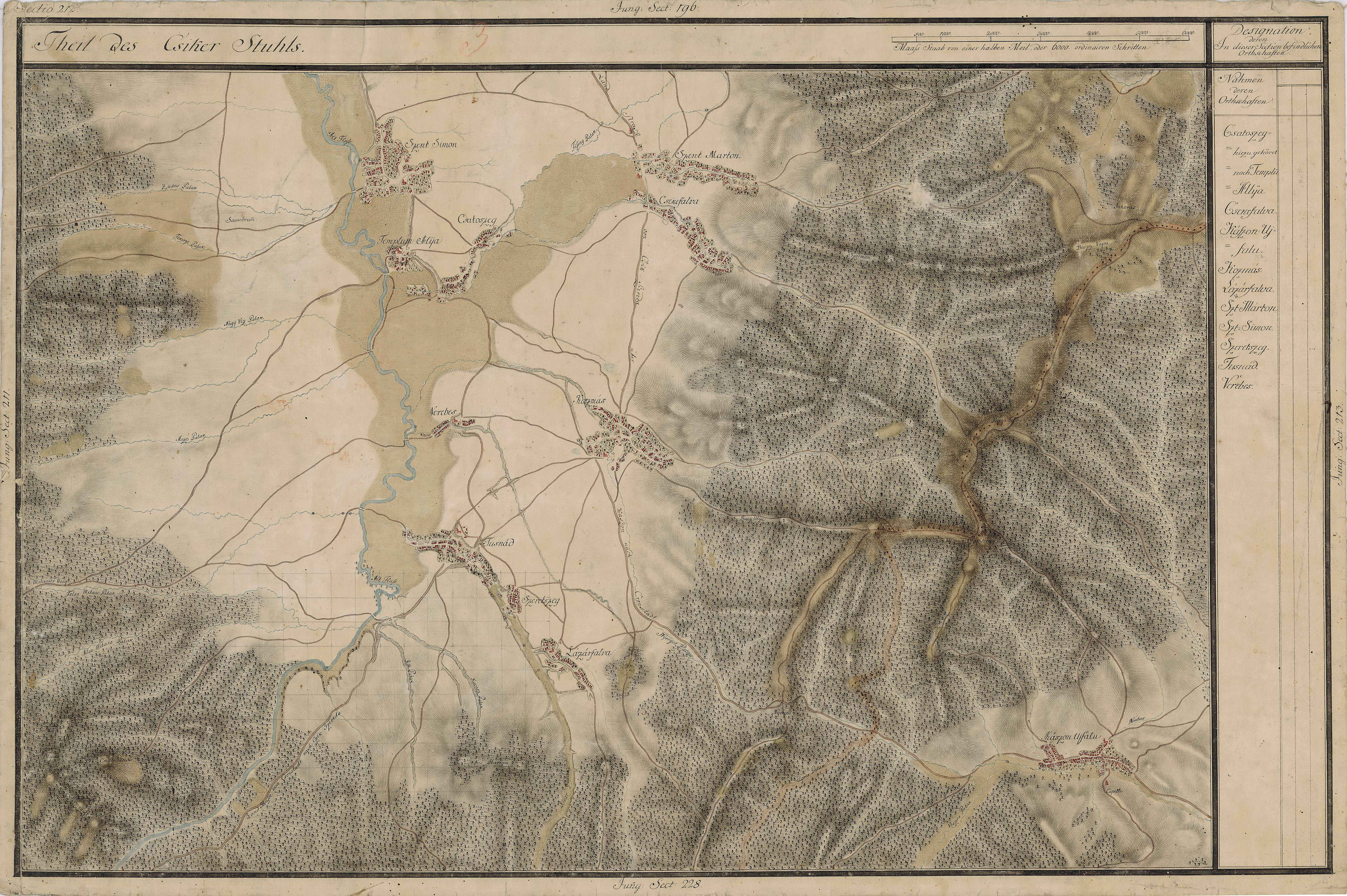
Ciucani în Harta Iosefină a Transilvaniei, 1769-1773

 Acest articol despre o localitate din județul Harghita este deocamdată un ciot. Puteți ajuta Wikipedia prin completarea lui.